# We Are The In Crowd
We Are The In Crowd — американський поп-панк гурт з Нью-Йорка, утворений у 2009 році. У 2010 році випустили дебютний демо-альбом Guaranteed To Disagree. Також гурт записав 2 студійні альбоми, 1 EP та 12 синглів. Головним звукозаписуючим лейблом, з яким гурт співпрацює є Hopeless Records.
Наразі гурт працює над новим альбомом, вихід якого запланований на 18 лютого 2014 року.

## Учасники гурту
- Тейлор «Тай» Джардін — вокал, клавішні
- Джордан Екс — ритм-гітара, вокал
- Майк Феррі — бас
- Камерон Херлі — лід-гітара, бек-вокал
- Роберт «Роб» Чіанеллі — барабани, перкусія

## Дискографія

### Альбоми
| Year | Album                                                                   | Chart positions | Chart positions | Chart positions    |
| Year | Album                                                                   | Billboard 200   | Top Heatseekers | Independent Albums |
| ---- | ----------------------------------------------------------------------- | --------------- | --------------- | ------------------ |
| 2011 | Best Intentions - 4 жовтня, 2011 - Label: Hopeless Records              | 122             | 2               | 20                 |
| 2014 | Weird Kids - Реліз очікується 18 лютого, 2014 - Label: Hopeless Records | -               | -               | -                  |

### Демо-альбоми
- Guaranteed to Disagree (2010)

### Сингли
| Рік  | Назва                                                   |
| ---- | ------------------------------------------------------- |
| 2009 | «This Isn't Rocket Surgery»                             |
| 2009 | «Easy»                                                  |
| 2009 | «For The Win»                                           |
| 2009 | «Never Be What You Want»                                |
| 2010 | «Both Sides Of The Story»                               |
| 2010 | «Lights Out»                                            |
| 2011 | «Rumor Mill»                                            |
| 2011 | «On Your Own»                                           |
| 2011 | «This Isn't Goodbye, It's BRB»                          |
| 2011 | «Kiss Me Again»                                         |
| 2012 | «Here I Am Alive» (feat. Yellowcard)                    |
| 2013 | «Just Give Me a Reason» (кавер P!nk, разом з Alex Goot) |
| 2013 | «Attention»                                             |
| 2013 | «The Best Thing (That Never Happened)»                  |

### Відео
| Рік  | Назва                       |
| ---- | --------------------------- |
| 2010 | «This Isn't Rocket Surgery» |
| 2010 | «For The Win»               |
| 2010 | «Never Be What You Want»    |
| 2010 | «Both Sides Of The Story»   |
| 2011 | «Rumor Mill»                |
| 2011 | «Kiss Me Again»             |
| 2011 | «On Your Own»               |
| 2012 | «Exits and Entrances»       |